# Amt Mühlberg

Das Amt Torgau, Karte von Peter Schenk

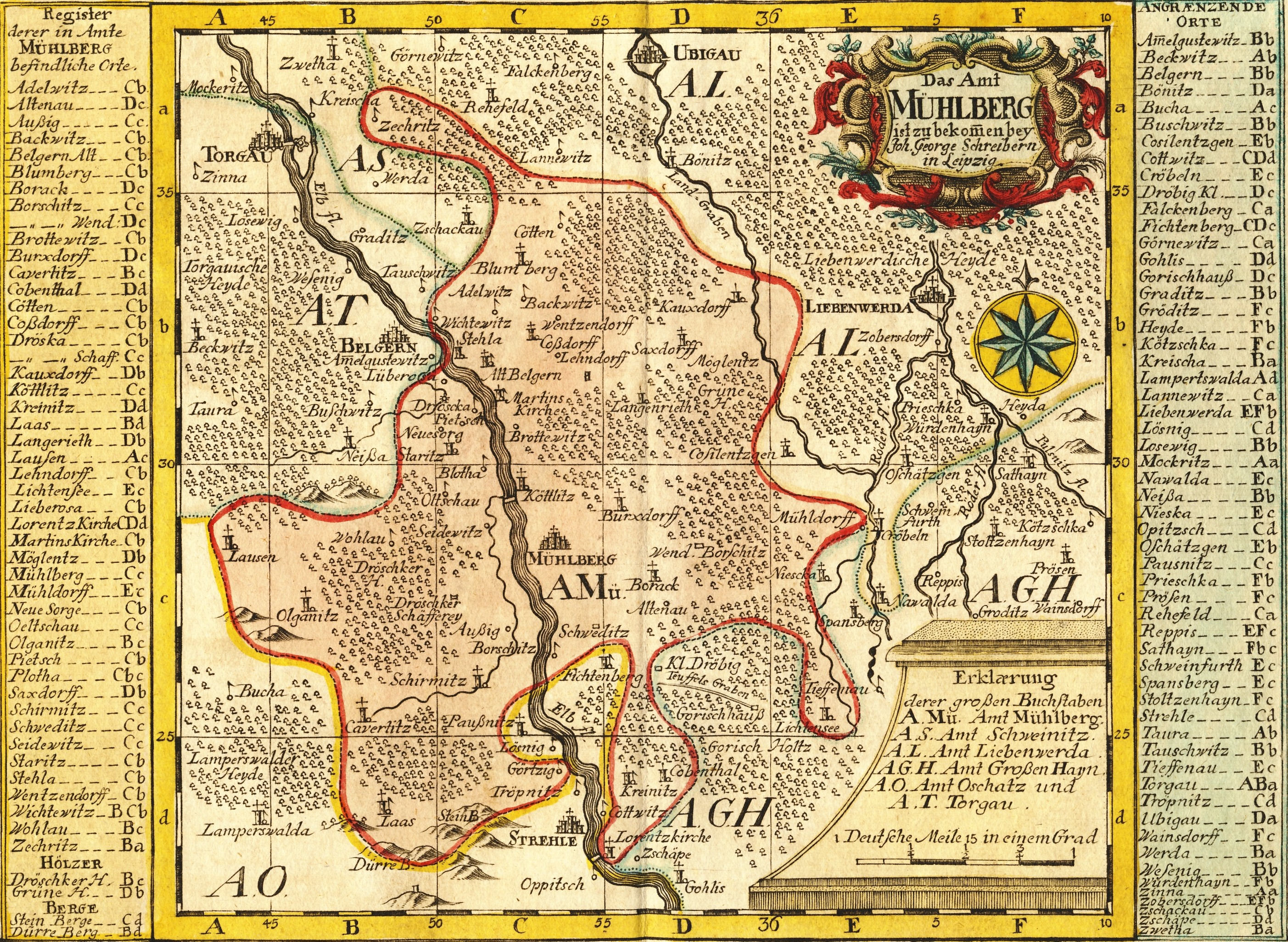
Das Amt Mühlberg, Karte von Johann George Schreiber 1752

Das Amt Mühlberg war eine Verwaltungseinheit des 1806 in ein Königreich umgewandelten Kurfürstentums Sachsen und war dem Meißnischen Kreis angegliedert.
Bis zur Abtretung an Preußen 1815 bildete es als sächsisches Amt den räumlichen Bezugspunkt für die Einforderung landesherrlicher Abgaben und Frondienste, für Polizei, Rechtsprechung und Heeresfolge.

## Geographische Lage
Das Amt Mühlberg lag im Norden des Meißnischen Kreises. Zum größten Teil lag es östlich der Elbe. Das Territorium des Amts wies eine sehr zergliederte Struktur auf mit zahlreichen Exklaven und Ortsanteilen.

## Angrenzende Verwaltungseinheiten
| Amt Schweinitz (Exklave)                               | Amt Liebenwerda                             | Amt Liebenwerda |
| Amt Torgau und Stiftsamt Wurzen (Amt Wurzen (Exklave)) | Kompassrose, die auf Nachbargemeinden zeigt | Amt Liebenwerda |
| Stiftsamt Wurzen (Amt Wurzen (Exklave))                | Amt Oschatz und Erbamt Meißen               | Amt Großenhain  |

## Geschichte
Um die Stadt Mühlberg entstand früh eine Herrschaft, die von den Herren von Ilburg (Eilenburg) an die Markgrafen von Meißen gelangte. 1443 vertauschte Kurfürst Friedrich der Sanftmütige die Herrschaft Mühlberg an Heinrich Berka von Dubá gegen die Herrschaft Hohnstein. Nach der Leipziger Teilung 1485 gehörte das Amt zur albertinischen Linie der Wettiner.
Als die Nachkommen von Heinrich Berka von Dubá im Jahr 1520 ausstarben, fiel die Herrschaft Mühlberg wieder an den Markgrafen von Meißen als Landesherrn zurück, der seither eigene Beamte zur Verwaltung einsetzte.
Der Sitz des Amtmanns war in der Stadt Mühlberg. 1550 wurde das Dorf Fichtenberg vom Amt Hayn übernommen. Von 1559 bis 1570 wurde das Amtsgebiet an den letzten Bischof von Meißen Johann IX. im Tausch gegen dessen Amt Stolpen überlassen. 1570 wurde das Amt Mühlberg durch Tausch mit dem Amt Sornzig endgültig ein kursächsisches Amt und Teil des Meißnischen Kreises.
1815 fiel das Amtsgebiet fast vollständig an Preußen und wurde 1816 zum größeren Teil dem Kreis Liebenwerda zugeordnet, die Orte links der Elbe, sowie einige Dörfer oberhalb von Torgau (und die Exklave Zeckeritz) kamen an den Kreis Torgau. Die Exklave Cavertitz und einige umliegende Orte kamen 1818 nach langem Bemühen der Bevölkerung wieder zum Königreich Sachsen und wurden dem Amt Oschatz angegliedert.

## Bestandteile
Städte
- Mühlberg/Elbe

Dörfer
| - Adelwitz - Altenau - Außig - Batitz (nach 1564 wüst) - Beiersdorf (Exklave) - Beilrode (Zeckritz) - Blumberg - Boragk - Borschütz - Brottewitz - Burxdorf - Cavertitz (Exklave) - Dröschkau - Fichtenberg (Teilbesitz mit Amt Großenhain) - Görzig - Haida | - Jacobsthal (Cobenthal) - Kauxdorf (Teilbesitz mit Amt Liebenwerda) - Kaysa - Kötten - Köttlitz - Koßdorf - Korgitzsch (Teilbesitz mit Amt Liebenwerda) - Kreinitz - Laas - Langenrieth - Lausa - Lehndorf - Lichtensee | - Liebersee (Lüberosa) - Lorenzkirch - Martinskirchen - Möglenz (Teilbesitz mit Amt Liebenwerda) - Nauwalde (Exklave) - „Neuesorg“ (nicht lokalisiert) - Nichtewitz (Wichtewitz) (Teilbesitz mit Amt Liebenwerda) - Oelzschau (Oltschau) - Oschätzchen - Packisch (Backwitz) - „Pietsch“ (existiert nicht mehr) - Prieschka - Pülswerda (Exklave) - Plotha (Blotha) | - Puschwitz - Reichenhain - Saxdorf - Schirmenitz - Schöna (Exklave) - Schweditz (Gemeindeteil von Fichtenberg) - Seydewitz - Staritz - Stehla - Wendisch-Borschütz - Wenzendorf - Wohlau - Würdenhain - Zeckeritz (Teilbesitz mit Amt Torgau) |

## Amtsverwalter und Amtmänner
- 1564 Valtin Fuchs
- Augustin Gotthelf Irschhausen († 1794)